# Czarny Front (Holandia)
Czarny Front (nid. Zwart Front) – skrajnie prawicowe holenderskie faszystowskie ugrupowanie polityczne, działające od 1934 r..
Czarny Front został utworzony w 1934 r. przez Arnolda Meijera jako kontynuacja wcześniejszej Ogólnej Federacji Holenderskich Faszystów (Algemeene Nederlandsche Fascisten Bond). Był wzorowany na modelu włoskiej Narodowej Partii Faszystowskiej. Jego program był katolicki i silnie antysemicki. Był podobny do haseł głoszonych przez Narodowo-Socjalistyczny Ruch Holenderski (NSB) Antona A. Musserta, ale bardziej radykalny. Zresztą Czarny Front mocno zwalczał NSB. Od 1934 r. istniały bojówki zwane Zwarte Storm. W 1937 r. Czarny Front wziął udział w wyborach parlamentarnych, uzyskując zaledwie 0,2% głosów. Po zajęciu Holandii przez Niemcy w maju 1940 r., podjęto politykę kolaboracji z okupantami. Wkrótce ugrupowanie zmieniło nazwę na Nationaal Front. Jego liczebność osiągnęła wówczas ok. 12 tys. członków. Niemcy postawili jednak na silniejszą NSB i w grudniu 1941 r. Czarny Front został oficjalnie rozwiązany.